# スティーブン・ミラー
スティーブン・ミラー（Stephen Miller、1985年8月23日 - ）は、アメリカ合衆国の政治顧問。第47代大統領ドナルド・トランプの大統領次席補佐官を務めている。第45代大統領ドナルド・トランプの大統領上級顧問・スピーチライターを務めた。以前はアラバマ州選出の上院議員ジェフ・セッションズの秘書をしていた。彼の政治的意見は極右や反移民と評されている。
名の「Stephen」は綴りから「ステファン」とかな表記されることもあるが、アメリカでの発音通りの表記は「スティーブン」である。所属政党は共和党。妻は副大統領報道官のケイティ・ミラー。

## 経歴
カリフォルニア州サンタモニカで、ユダヤ人家庭に育つ。両親は民主党員だったが、本人は保守系に傾く。サンタモニカ高校時代に保守系ラジオ放送に登場するようになった。ラジオ番組のゲストとして出演していた彼は、自分の通うリベラルな高校についての批判を繰り広げた。また地元の新聞にも、ポリティカル・コレクトネスを重視する学校を批判する文章を寄せた。
2007年、デューク大学から学士号 (BA) を得て卒業した。主専攻は政治学であった。大学卒業後の7年間はトランプ政権の初代司法長官に指名されたジェフ・セッションズ上院議員の演説秘書を務めた。2016年アメリカ合衆国大統領選挙の期間中は1日に3本の演説をスラスラと作成したため、書く「機械」というニックネームをつけられた。ミラーが起草した「忘れられた人たち」に向けた「私はあなたたちの声になる」という訴えは、トランプが当選する原動力の一つにもなった。スティーブン・バノンは、「彼が加わってからというもの、トランプの演説には変化が起きた。発想がより力強くなり、主張がよりはっきりとしていった」と評価している。

### 政策担当上級顧問
2017年1月20日、大統領に就任したドナルド・トランプによって、政策担当上級顧問に任命された。「アメリカファースト」を宣言した大統領就任演説の起草者がミラーであった。トランプの主張を上手く草稿で表現できる側近として信頼を得ているとされる。しかし、政策経験がほとんどないミラーの起用は、上院での7年間を知る者には衝撃であったという。また、中東やアフリカの7か国からの入国を禁止した大統領令に関し、ミラーはバノンと共に、関係官庁との充分な相談を行うことなく大統領令を起草したと報道された。関連する会見では、移民政策を巡ってCNNの記者と激しく言い争う様子が注目を集めた。
2020年にはマイク・ペンス副大統領の報道官を務めるケイティ・ウォルドマンと結婚した。

## 政権間（2021年 - 2025年）
2021年4月7日、ミラーは保守系法律組織のアメリカ・ファースト・リーガル財団を設立した。同財団は以前、プロジェクト2025の支持団体の1つとされており、プロジェクト2025の諮問委員会にも名を連ねていたが、後に、支援団体一覧からの削除を求めた。ミラー自身も、プロジェクト2025のプロモーションビデオに出演している。
2022年9月8日、ミラーはブライアン・ジャックとともに、2020年アメリカ合衆国大統領選挙の結果を覆そうとする試みを調査する連邦大陪審から召喚状を受けた。調査では、特に2021年1月6日のアメリカ合衆国議会議事堂襲撃事件に焦点が当てられた。
2023年には、ミラーは共和党議員に対し、歳出法案に厳しい国境政策を盛り込むよう働きかける上で重要な役割を果たした。
2024年10月27日、ミラーはマディソン・スクエア・ガーデンで開催されたドナルド・トランプの選挙集会で演説し、「アメリカはアメリカ人のためのものであり、アメリカ人のためだけのものである」と述べた。

## 第2次トランプ政権（2025年 -）
2024年11月13日、ドナルド・トランプが大統領に選出されると、スティーブン・ミラーは第2次トランプ政権の政策担当の首席補佐官代理兼国土安全保障担当補佐官に指名された。2025年1月、ミラーはMetaのCEOマーク・ザッカーバーグと会談し、トランプに有利な政策を採用するよう働きかけた。ミラーはイーロン・マスクとも親密な関係を築いたと報じられている。ミラーは、第2次トランプ政権において最も強力な人物の1人と評されている。 
ミラーは、トランプの反対者を圧倒することを目的とした、短期間に大量の大統領令や新たな政策を発表する「洪水（flood the zone）戦略」の背後にいる主要な人物である。出生地主義の廃止やメキシコの麻薬カルテルを外国テロ組織に指定しようとする試みなど、トランプが就任初日に署名したほとんどの大統領令の起草や調整は、ミラー自身が行った。 2025年2月、ミラーはピーター・ナヴァロとともに、カナダ、中国、メキシコに対する関税の賦課に関する経済政策の協議で主導的な役割を果たした。